# Litoria dahlii
|  | Dieser Artikel wurde aufgrund von formalen oder inhaltlichen Mängeln in der Qualitätssicherung Biologie zur Verbesserung eingetragen. Dies geschieht, um die Qualität der Biologie-Artikel auf ein akzeptables Niveau zu bringen. Bitte hilf mit, diesen Artikel zu verbessern! Artikel, die nicht signifikant verbessert werden, können gegebenenfalls gelöscht werden. Lies dazu auch die näheren Informationen in den Mindestanforderungen an Biologie-Artikel. |

Litoria dahlii oder Dahls Wasserfrosch ist ein in im Norden Australiens beheimatete Froschart aus der Familie der Laubfrösche.

## Beschreibung
Der erwachsene Frosch hat eine Körperlänge von bis zu 7 cm und besitzt einen hellgrünen, olivgrünen oder braun-grünen Rücken. Dunkelgrüne oder goldene Flecken sind vorhanden; oft besteht ein grüner Mittelstreifen entlang der Wirbelsäule. Die Iris der Augen ist goldfarben, und die Pupille ist horizontal. In ihrem Verbreitungsgebiet kann die Froschart nicht mit einer anderen ähnlichen Art verwechselt werden.

## Vorkommen
Der Frosch lebt in großen Wasserflächen der östlichen Kimberley-Region, des Küstengebiets der Northern Territory, und auf der Kap-York-Halbinsel. Die Paarung findet von Februar bis März statt. Es ist der einzige Frosch Australiens, der fast ausschließlich aquatisch lebt.

## Lebensweise
Litoria dahlii zählt zwar zur Familie der Laubfrösche, ist jedoch nicht in den Kronen der Bäume zu finden, wie etwa der Europäische Laubfrosch. Die Art verbringt im Gegensatz dazu fast ihr gesamtes Leben im Wasser. Zum Schwimmen dienen die voll ausgebildeten Schwimmhäute an den Zehen, zwischen den Fingern gibt es keine Schwimmhäute. Litoria dahlii lebt in permanenten und temporären Gewässern beispielsweise in Sümpfen, Teichen und Stauseen. Die Eier werden in der Regensaison im australischen Sommer unterhalb der Wasseroberfläche abgelegt. Die schwarzen oder grau-braunen Kaulquappen leben hauptsächlich auf dem Grund der Gewässer.

## L. dahliiund die Agakröte
Seit ihrer Freisetzung Mitte der 1930er Jahre richtet die Agakröte gewaltige Schäden an der australischen Fauna an. In den Jahren 2004 und 2005 wurde die angebliche Entdeckung, dass L. dahlii die giftigen Kaulquappen der Agakröten unbeschadet verzehren könne, in den Medien verbreitet und als eine mögliche Lösung für das Agakröten-Problem diskutiert. Diese Meldung erreichte auch deutsche Zeitschriften.
Journalisten hatten jedoch diese Berichte nicht hinterfragt. Die detaillierteste Schilderung des Experiments war ein 350 Worte langer News-Artikel – jedoch kein Fachartikel – in der Zeitschrift Frontiers in Ecology and the Environment. Das Experiment wurde mit fünf adulten Fröschen durchgeführt. 27 metamorphe Agakröten (d. h. Jungtiere im Übergang von der aquatischen zur terrestrischen Lebensweise) wurden zu den Fröschen dazugefügt. Eine nicht beschriebene Zeitspanne später hatte man noch 42 Agakröten-Kaulquappen hinzugefügt. 3–4 Tage später wurden im Aquarium keine Spuren der Agakröten gefunden.
Wie die Autoren eines kritischen Fachartikels schreiben, wurde im ursprünglichen Experiment der Verzehr der Kröten durch die Frösche nie direkt beobachtet. Ebenso fand kein Kontrollexperiment statt (z. B. Kaulquappen der Agakröte in einem identischen Terrarium, während einer identischen Zeitspanne, aber ohne Frösche), und alternative Erklärungen für das Verschwinden der Kröten wurden nicht geprüft. In einem sauber durchgeführten Experiment ging der Verzehr von Agakröten durch L. dahlii mit einer hohen Sterberate einher. Alle Frösche starben nach dem Verzehr der Kröteneier, nach der Einnahme von metamorphen Agakröten starb die Hälfte der Frösche, jedoch starb kein Frosch beim Versuch, Agakröten-Kaulquappen zu verzehren – denn diese wurden rasch wieder hervor gewürgt.

## Synonyme
Litoria dahlii ist der von der Australian Society of Herpetology anerkannte Name, der auf Boulenger (1896) zurückgeht. Dubois & Freley (2016) und Duellmann et al. (2016) ordnen die Art der Gattung Ranoidea bzw. der Gattung Dryopsophus zu.